# Vetenskapens värld
Vetenskapens värld är ett populärvetenskapligt TV-dokumentärprogram som sänds i Sveriges Television sedan 1971.
Programmet vill "visa det bästa som produceras i den internationella TV-världen, inom vetenskapens område". Programmets redaktion samarbetar med flera av världens främsta TV-bolag, främst i USA och England.

## Historia
"TV2:s magasin för vetenskap och teknik" hade premiär den 26 september 1971. Då hade programmet titeln Världen i dag och leddes av Bo G. Erikson med Carl O. Löfman och Maud Hellman som producenter. Senare samma höst bytte programmet namn till Vetenskapens värld.
Programmet sändes kontinuerligt fram till 1983. Det återkom med några program 1986, men försvann därefter från TV2:s tablå.
Hösten 1989 återuppstod Vetenskapens värld i Kanal 1. I januari 1996 flyttades programmet till SVT2 och så småningom flyttades även produktionen från Stockholm till SVT Norrköping, där även vetenskapsmagasinet Nova producerades.
Bo G. Erikson var programledare fram till 2002. Från och med den 13 januari 2003 var Henrik Ekman programledare. Hösten 2007 tog Mia-Marie Lundén över. Programmet producerades fortfarande av SVT Vetenskap i Norrköping, men flyttade till Stockholm efter att allmän-TV-produktionen i Norrköping lades ner. Från 2010 är Victoria Dyring programledare.
Andrea Rossi uppskattade skildringen av sin Energy Catalyzer Vetenskapens värld medan andra medier, som förhöll sig mer kritiska, inte var välkomna på Rossis demonstrationer.

## Signaturmelodi
Signaturmelodin de första åren var "Blue Rondo A La Turk" av Dave Brubeck Quartet. Senare började programmet använda en specialskriven signaturmelodi av Anders Neglin. Den kom att bli långvarig och användes fortfarande år 2011. Senare började programmet använda en nyarrangerad version av Neglins signatur.
Som outro används Afrikaan beat av Bert Kaempfert.